# (500124) 2012 CW12
(500124) 2012 CW12 es un asteroide perteneciente al cinturón de asteroides, descubierto el 18 de enero de 2008 por el equipo del Spacewatch desde el Observatorio Nacional de Kitt Peak, Arizona, Estados Unidos.

## Designación y nombre
Designado provisionalmente como 2012 CW12.

## Características orbitales
2012 CW12 está situado a una distancia media del Sol de 2,386 ua, pudiendo alejarse hasta 2,711 ua y acercarse hasta 2,062 ua. Su excentricidad es 0,135 y la inclinación orbital 7,578 grados. Emplea 1346,85 días en completar una órbita alrededor del Sol.

## Características físicas
La magnitud absoluta de 2012 CW12 es 17,1.